# Épigénétique

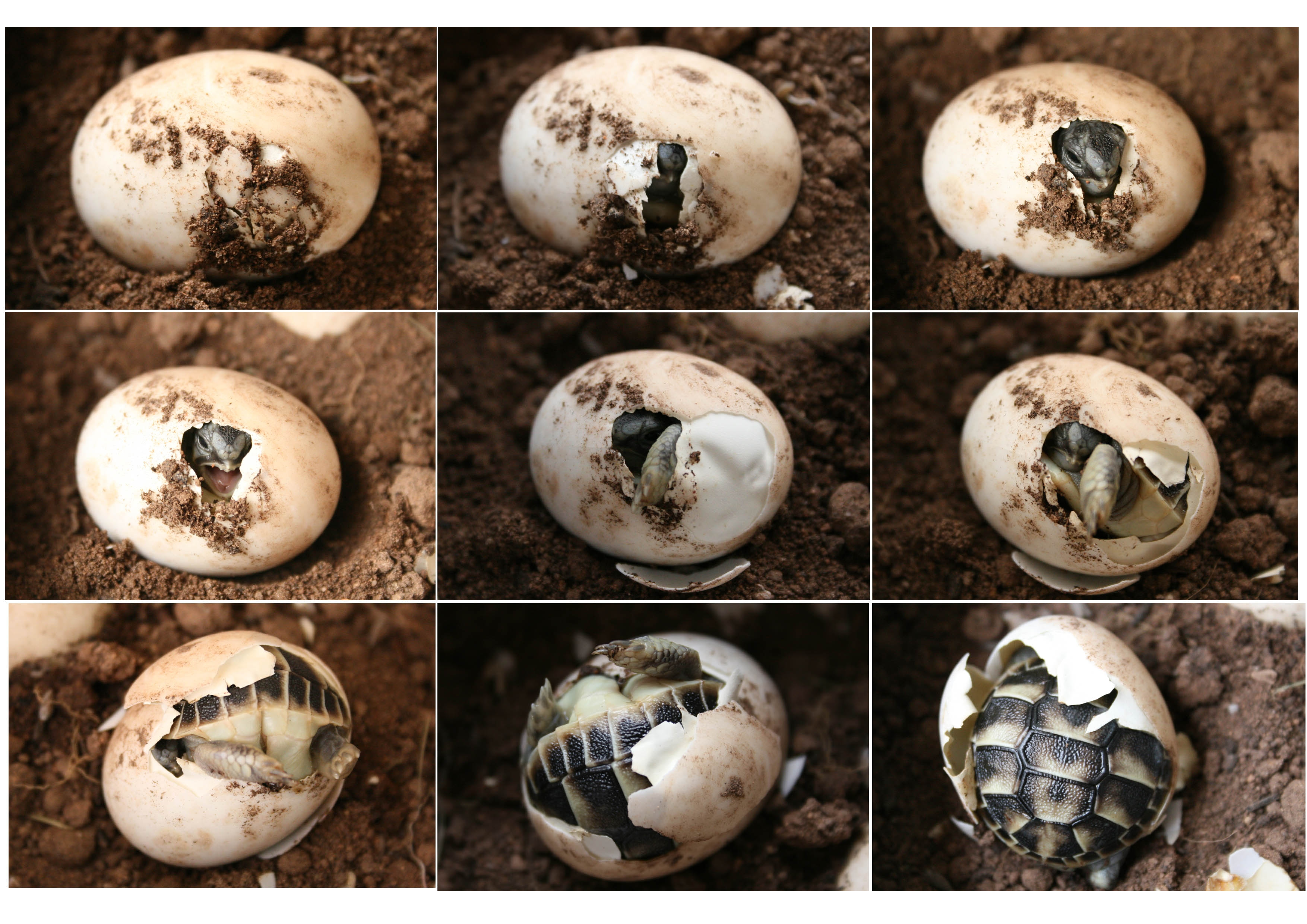
Un même œuf de tortue peut donner un mâle ou une femelle en fonction de la température. La détermination du sexe, l'utilisation des gènes codant soit l'un soit l'autre, dépend donc d'un phénomène épigénétique.

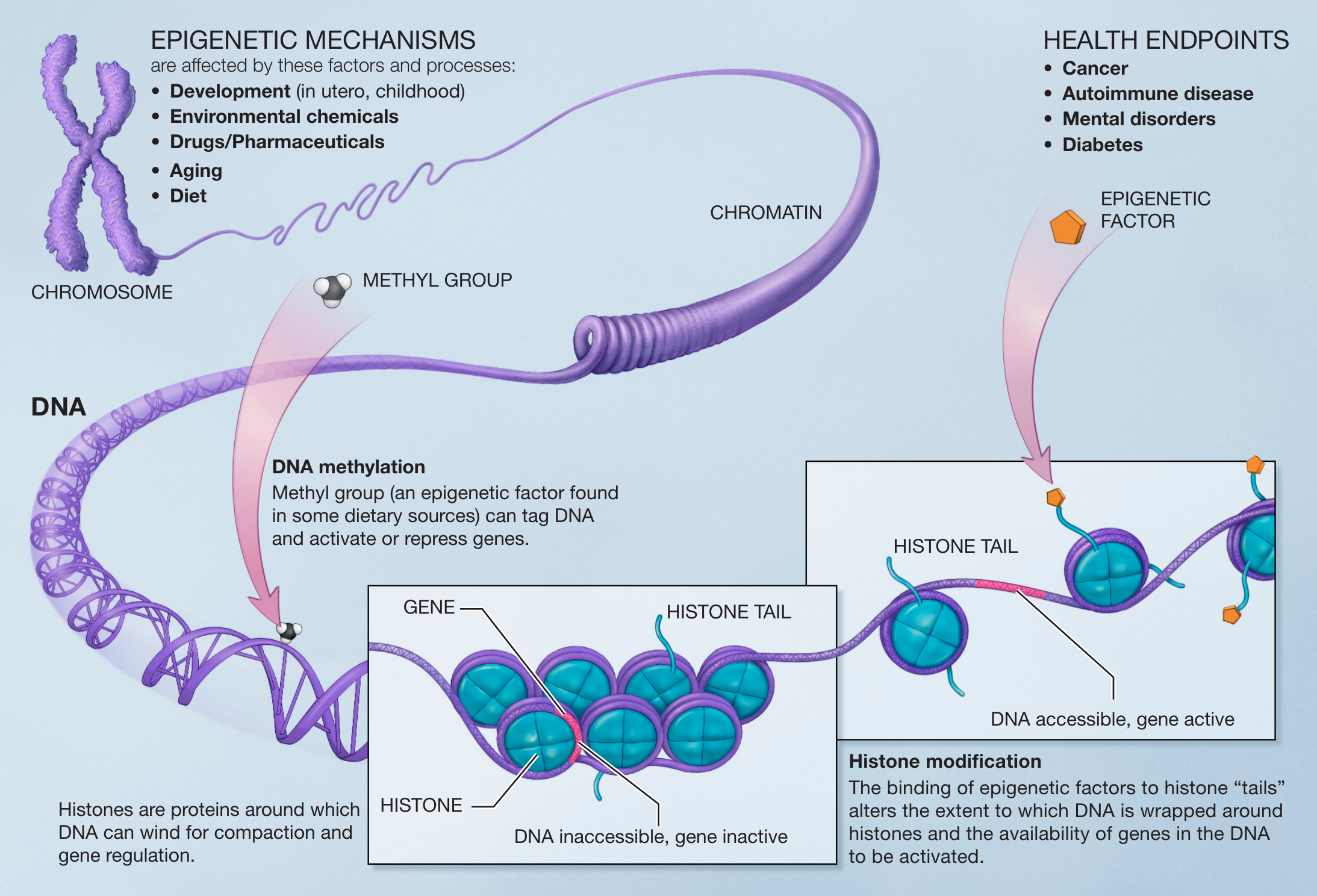
Schéma représentant les mécanismes de l’épigénétique : les marques biochimiques de méthylation apposées par des enzymes sur l’ADN conduisent à l’inactivation des gènes concernés. Les marques apposées sur les histones modifient l’état de compactage de la molécule d’ADN, favorisant ou au contraire limitant l’accessibilité aux gènes.

L'épigénétique (mot-valise créé par Waddington en 1942 à partir de épigenèse et génétique) est la discipline de la biologie qui étudie la nature des mécanismes modifiant de manière réversible, transmissible (lors des divisions cellulaires) et adaptative l'expression des gènes sans en changer la séquence nucléotidique (ADN). Alors que la génétique correspond à l’étude des gènes, l’épigénétique s’intéresse à une « couche » d’informations complémentaires qui définit comment ces gènes sont susceptibles d'être utilisés par une cellule.
L'épigénétique constitue une sous-couche biologique commune à tous les apprentissages basés sur l'acquisition (stabilisation de la mémoire, plasticité cérébrale, adaptations métaboliques). Elle permet aux cellules de coder l'expérience vécue par des modifications de l'expression des gènes sans altérer la séquence d'ADN, contrairement aux mutations génétiques.
Dans l'histoire de ce sujet d'étude, l'épigénétique est d'abord mise en évidence par la différenciation cellulaire, puisque toutes les cellules d'un organisme multicellulaire ont le même patrimoine génétique mais l'expriment de façon très différente selon le tissu auquel elles appartiennent. Puis ce sont les possibilités d'évolution d'un même œuf en mâle ou femelle chez les tortues, en reine ou ouvrière chez les abeilles, qui prouvent que des mécanismes peuvent impliquer des facteurs environnementaux dans l'expression du patrimoine génétique.
En matière d'évolution, l'épigénétique permet d'expliquer comment des traits peuvent être acquis, éventuellement transmis d'une génération à l'autre, ou encore perdus après avoir été hérités,. La mise en lumière récente de ces moyens épigénétiques d'adaptation d'une espèce à son environnement est, selon Joël de Rosnay en 2011, « la grande révolution de la biologie de ces cinq dernières années », car elle montre que, dans certains cas, notre comportement agit sur l'expression de nos gènes. Elle explique aussi le polyphénisme, par exemple les changements de couleur en fonction des saisons (tel le renard polaire qui devient blanc en hiver).
L'épigénétique a des applications possibles en médecine, avec des perspectives thérapeutiques nouvelles notamment à l'aide d'« épi-médicaments », mais aussi en biologie du développement, agronomie ou nutrition.

## Présentation
« Alors que la génétique correspond à l’étude des gènes, l’épigénétique s’intéresse à une “couche” d’informations complémentaires qui définit comment ces gènes vont être utilisés par une cellule ou… ne pas l’être. »

« L'épigénétique est l'étude des changements d'activité des gènes — donc des changements de caractères — qui sont transmis au fil des divisions cellulaires ou des générations, sans faire appel à des mutations de l'ADN. »

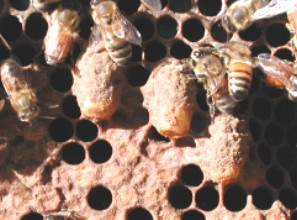
Un même œuf fécondé d'abeille donnera soit une ouvrière s'il est pondu dans une cellule normale (hexagonale, au fond de l'image) où la larve est nourrie successivement à la gelée royale et à la bouillie larvaire, soit une reine s'il est pondu dans une cellule royale (au premier plan) où elle est nourrie exclusivement à la gelée royale. C'est une sélection épigénétique de l'expression d'un même génome.

Par exemple, une même larve d'abeille deviendra une reine ou une ouvrière en fonction de la façon dont elle est nourrie, et un même œuf de tortue peut éclore en mâle ou femelle en fonction de la température. Il s'agit bien de l’expression du même code génétique global, mais des facteurs environnementaux ont sélectionné une expression plutôt qu'une autre, chacune étant disponible dans la « base de données » génétique.
Autrement dit, l'épigénétique concerne l'ensemble des mécanismes qui gouvernent la façon dont le génotype est utilisé pour créer un phénotype.

### Principe
Par analogie, on peut rapprocher le couple génétique - épigénétique à l'écriture et à la lecture d'un livre.

« On peut sans doute comparer la distinction entre la génétique et l'épigénétique à la différence entre l'écriture d'un livre et sa lecture. Une fois que le livre est écrit, le texte (les gènes ou l'information stockée sous forme d'ADN) sera le même dans tous les exemplaires distribués au public. Cependant, chaque lecteur d'un livre donné aura une interprétation légèrement différente de l'histoire, qui suscitera en lui des émotions et des projections personnelles au fil des chapitres. D'une manière très comparable, l'épigénétique permettrait plusieurs lectures d'une matrice fixe (le livre ou le code génétique), donnant lieu à diverses interprétations, selon les conditions dans lesquelles on interroge cette matrice. »

S'il existe une « base de données génétique », sa lecture s'effectue de façon éminemment diverse en fonction des modifications épigénétiques qui sont apportées au génome et à la chromatine. La transmission de l'héritage génétique s'accompagne également de celle d'un héritage épigénétique.

### Mise en évidence
Sauf cas exceptionnel de mutation spontanée ou lors du développement des lymphocytes B ou T, les cellules issues d'une seule cellule œuf et dupliquées par mitose partagent exactement le même patrimoine génétique. Pourtant un neurone, un globule blanc, ou encore une cellule épithéliale sont très différentes les unes des autres. « Cadre classique de l'épigénétique », cette différenciation cellulaire sur la base d'un même code génétique est un objet d'étude de la biologie du développement.
L'existence de phénomènes épigénétiques se trouve également illustrée par les différences physiques et biologiques constatées chez des animaux de laboratoire clonés, ou chez les clones naturels que sont les vrais jumeaux (monozygotes) chez qui les empreintes épigénétiques sont beaucoup plus semblables à 3 ans qu'à 50 ans. Les changements à l'épigénome au cours de la vie ont été caractérisés de « dérive épigénétique ». Une vaste étude est toujours en cours pour caractériser les différences entre jumeaux monozygotes.
Si ces mises en évidence concernent principalement des êtres pluricellulaires eucaryotes, des phénomènes épigénétiques ont aussi été mis en évidence chez des êtres unicellulaires aussi bien eucaryotes (par exemple la levure) que procaryotes.

## Histoire
L'histoire de l'épigénétique peut se rapporter aux théories qui se demandent si la totalité des caractéristiques d'un individu est contenue dans l'œuf dont il est issu, aux théories de l'influence du contexte sur la génétique, ou encore à la mise en évidence moléculaire de ces mécanismes et de la réversibilité sur quelques générations d'un caractère, en particulier s'il est créé par l'environnement.

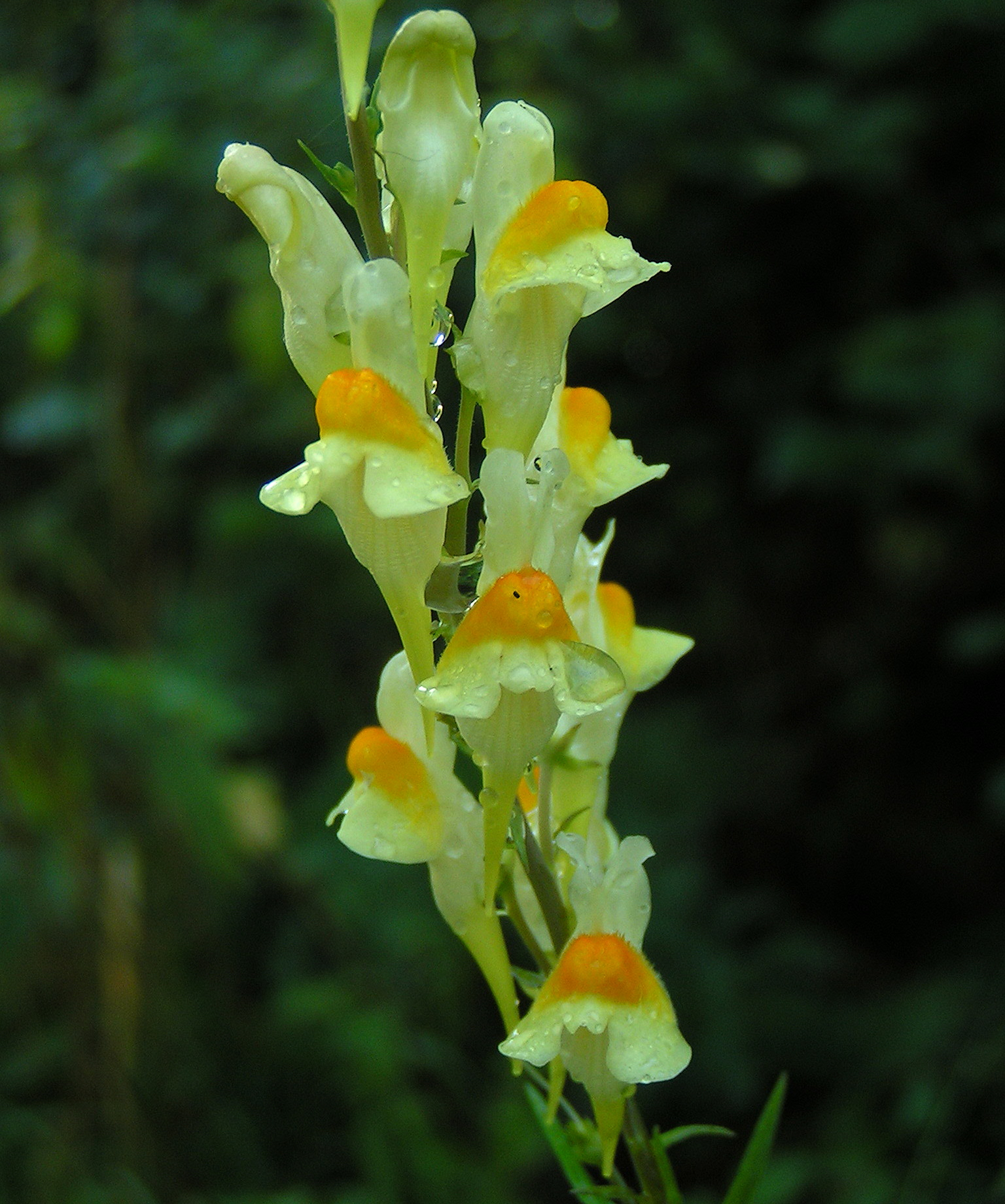
En 1999, on met en évidence chez la linaire commune qu'une symétrie de ses fleurs (ci-dessus) se transmet sur plusieurs générations tout en restant réversible. Il est question d'épimutation et non pas de mutation de l’ADN, rare et définitive.

Par ailleurs, le terme ou des formes dérivées, telle que « épigénisation », sont également utilisés dans d'autres disciplines, par exemple la géologie.

### Épigenèse
Le mot épigenèse remonte à Aristote qui nommait ainsi le développement d'un œuf informe de façon graduelle aboutissant à un organisme aux tissus différenciés. Cette théorie s'opposa au préformationnisme dont les tenants qui se réclamaient d'Hippocrate postulaient que l'être vivant préexistait en miniature dans le germe. La théorie de l'épigenèse fut soutenue par l'embryologiste William Harvey qui postulait en 1651 dans son ouvrage intitulé Exercitationes de generatione animalium que « tout ce qui vit vient initialement d'un œuf». À la même époque, la théorie préformationniste (ou préformiste) avait l'appui de Marcello Malpighi tandis que Nicolas Hartsoeker n’était pas préformiste, mais disséminationniste (hypothèse selon laquelle les germes des animaux sont incréés et dispersés à travers le monde).
Le débat entre épigénisme et préformationnisme fut une controverse majeure de la biologie au cours des siècles suivants, à travers notamment l'ovisme et l'animalculisme. Elle prendra fin au milieu du XIXe siècle avec le développement de la théorie cellulaire et du rôle de la cellule, déjà envisagée par Buffon dans son Histoire naturelle générale et particulière, dont la publication en volumes s'étend de 1749 à 1804.
Bénédict Morel propose, en 1857, une théorie de la dégénérescence expliquant que le « crétin des Alpes » était le dernier rejeton d’une longue lignée d'individus de plus en plus dégénérés, rejetant l'hypothèse d'un manque d'iode, pourtant confirmée depuis.

### Émergence de l'épigénétique

Andrew Fire et Craig Mello ont reçu conjointement le Prix Nobel de médecine 2006 pour leur travail sur l'interférence par ARN de Caenorhabditis elegans, ver chez qui l'attirance pour une odeur acquise par l'expérience peut être transmise sur 3 générations, et jusqu'à 40 si cette caractéristique acquise est renforcée ; et chez qui l'épigénétique est associée à des modifications de longévité, transmises d'une génération à l'autre.

L'hypothèse de changements épigénétiques affectant l'expression des chromosomes a été émise par le biologiste russe Nikolaï Koltsov. On attribue la paternité de l'épigénétique dans son sens moderne au biologiste et embryologiste Conrad Hal Waddington qui la définit en 1942 comme une branche de la biologie étudiant les implications entre les systèmes gènes + environnement et leurs produits donnant naissance au phénotype d'un individu. Cette idée venait combler des lacunes du modèle génétique postulant une équivalence unique entre phénotype et génotype qui ne pouvait expliquer tous les phénomènes liés à la différenciation cellulaire. Il fut alors élaboré une théorie dans laquelle chaque cellule indifférenciée passait par un état critique qui serait responsable de son développement futur non uniquement lié à ses gènes, et pour cette raison qualifié d'épigénétique car réunissant les questions d’embryogenèse (aussi appelée épigenèse depuis le XVIIe siècle) et de génétique.
Dans les années 1960 et 1970, les expérimentations en biologie moléculaire fleurissent et donnent lieu à des Prix Nobel. En 1965, pour François Jacob, Jacques Monod et André Lwoff, qui mettent en évidence le rôle de l'ARN dans le contrôle génétique des synthèses enzymatiques et virales ; en 1975, pour David Baltimore et Howard Temin, qui mettent en évidence le phénomène de transcription inverse, la synthèse d'un brin d'ADN à partir d'une matrice ARN. Ces mécanismes annexes à la génétique sont fondamentaux dans la compréhension et l'émergence de l'épigénétique, mais ils ne remettent pas en cause le modèle standard de compréhension de l'évolution, la théorie synthétique de l'évolution, où seuls le hasard des mutations génétiques et la sélection naturelle sont en cause.
Cette certitude scientifique reste inébranlable jusque dans les années 1990 pendant lesquelles le séquençage complet de plusieurs génomes suggère que cette théorie synthétique doit être complétée, car la communauté scientifique n'y découvre pas la totalité des effets phénotypiques dont elle espérait l'explication. Cette difficulté inattendue remet au goût du jour la recherche de facteurs externes au génome. L'épigénétique ainsi redéfinie revendique alors sa place comme prolongement et complément de la génétique classique, notamment dans le domaine de la nutrition, de la reproduction, et comme « aspect de la post-génomique » accompagnant la recherche dans son passage de l'étude du génome à celui de l'épigénome.
Dans les années 1980, Robin Holliday nomme « hérédité épigénétique » l'hérédité mise en évidence chez les mammifères en 1999 par Emma Whitelaw (en). L'étape suivante qui se développe depuis les années 2000 est le travail sur le rôle de facteurs environnementaux sur l'expression génétique, comme en 2007 avec l'exposition au bisphénol A qui perturbe la méthylation de l'ADN de souris. On étudie alors la possibilité de transmission des caractères acquis et le rôle des gamètes pour savoir s'ils peuvent conserver certains des marqueurs épigénétiques.
Souvent polémique parce que non prévue par la théorie synthétique de l'évolution (bien que son principe ait été suggéré par Lamarck hors de toute connaissance génétique, et que Darwin lui-même laisse ouverte explicitement dans L'Origine des espèces la possibilité chez les chiens pointers d'effets cumulatifs du dressage), mais surtout parce que prises à tort par le grand public pour une réfutation de l'existant plutôt qu'un complément, ces études accordent volontiers à l'épigénétique un rôle davantage marginal pour expliquer quelques mécanismes d'adaptation et d'évolution des formes vivantes.
D'autres dimensions du rôle de l'épigénétique sont aussi explorées, comme son incidence sur les neurones pour stabiliser leurs connexions synaptiques, ce qui aurait un rôle sur la mémoire à long terme ; ou l'effet d'un stress infantile sur la sensibilité au stress à l'âge adulte par son effet sur la méthylation de l'ADN des récepteurs au glucocorticoïde.

### Codage épigénétique et évolution

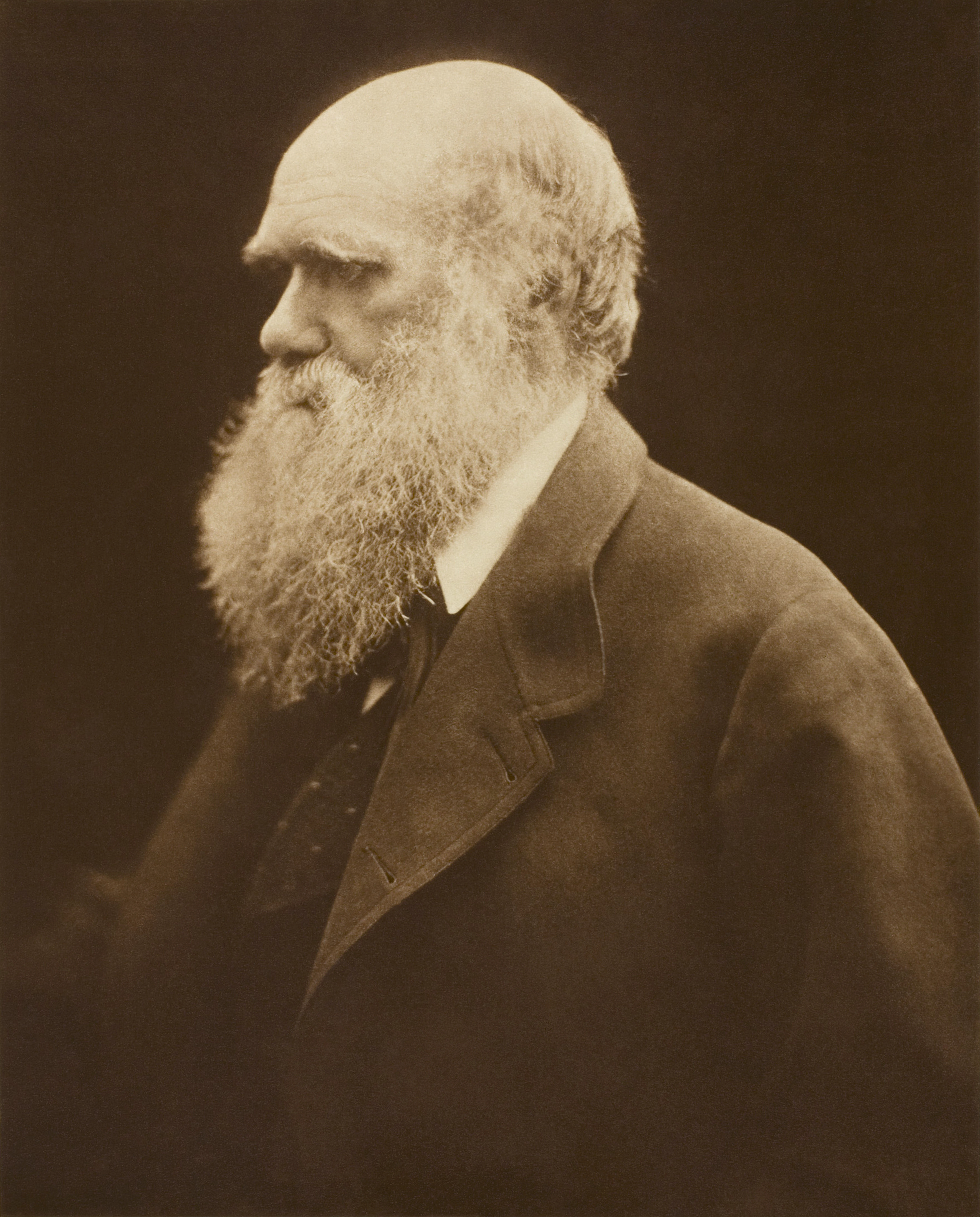
Incarnation des idées évolutionnistes, Charles Darwin examine, contrairement au schéma simplificateur voulant l'opposer radicalement à Lamarck, l'idée que l'ensemble de l'organisme participe à l'hérédité, c'est ce qu'il nomme pangenèse en 1868,.

L'épigénétique propose des explications au sujet de la transmission des caractères acquis.
La sélection naturelle combinée à la génétique et au hasard des mutations étaient les seuls facteurs reconnus de l'évolution depuis August Weismann, et jusqu'à l'apparition de l'épigénétique dans les années 1990. Pourtant l'idée de la possibilité de transmettre des caractères acquis est abordée entre autres par Aristote, Jean-Baptiste de Lamarck, Charles Darwin, ou encore Ivan Mitchourine et Lyssenko.
Les caractères épigénétiques ne s'opposent pas aux théories génétiques associées à la sélection naturelle, mais les complètent. Ainsi, l'hérédité épigénétique « présente une plus grande sensibilité à l'environnement et une stabilité inférieure à celle des modifications de la séquence de l'ADN ».
Selon Jean-Claude Ameisen qui vulgarise le sujet, les expérimentations scientifiques dans le domaine se sont multipliées dans les années 2000 et 2010. Par exemple sur la transmission de caractères provoqués par le contexte, comme la présence d'une odeur, ou un vécu traumatique. Chez la souris par exemple, un trauma précoce semble avoir des répercussions comportementales et métaboliques sur les générations suivantes, y compris si les descendants n'ont jamais été mis en contact avec les parents (fécondation in vitro et « mère porteuse »). Globalement l'étude de ce qui est transmis par les cellules séminales paternelles est utilisée afin d'isoler des caractères exclusivement innés,.
On a récemment montré (2017) chez le rat de laboratoire que l'exposition d'une mère à de l'atrazine (désherbant) au moment de la formation des gonades de ses embryons faisait que cette molécule (ou le stress induit in utero par cette molécule) pouvait reprogrammer durablement des cellules souches gonadiques et être source de problèmes épigénétiques dans les générations suivantes (susceptibilité aux maladies induites par l'atrazine, chez les mâles et les femelles).
De même, une chimiothérapie subie par un adolescent semble induire des effets épigénétiques (transmis donc à la descendance) via une modification qualitative du sperme (anomalies de l'ADN). C'est la première démonstration du fait qu'une exposition chimique précoce peut reprogrammer durablement l'épigénome des cellules souches spermatogènes. Les épimutations de la lignée germinale (cellules du sperme) identifiées suggèrent que la chimiothérapie peut changer l'hérédité épigénétique à la génération suivante.

## Mécanismes
Le problème de la différenciation cellulaire (des cellules différentes ayant toutes le même génome) a trouvé son expression moléculaire lorsqu'il est apparu que les mêmes gènes n'étaient pas exprimés d'un type cellulaire à l'autre. Ainsi, la combinaison de gènes nécessaires et suffisants à spécifier un type cellulaire donné est en général exprimée exclusivement dans ce type cellulaire. Dans de nombreux cas, ces gènes restent exprimés tout au long de la vie du lignage cellulaire (l'ensemble des divisions au sein d'un même type cellulaire). Il est donc important de comprendre comment se mettent en place ces spécificités cellulaires (comment les gènes deviennent activés ou réprimés au cours du développement) mais également, comment cette expression est par la suite propagée au cours des divisions cellulaires (par exemple pour maintenir l'expression de gènes spécifiques de l'identité musculaire dans des cellules de muscle). Une grande partie des recherches en épigénétique se concentre justement sur les mécanismes de propagation temporelle de l'expression des gènes, plus particulièrement sur la transcription qui constitue le premier niveau de régulation de l'expression des gènes. En effet, même si l'expression des gènes peut être régulée à plusieurs niveaux (transcription, épissage, export nucléaire des ARNs, traduction, etc.) la transcription semble être le principal niveau de contrôle. L'état « épigénétique » d'une cellule semble dépendre principalement de deux variables : 1- les régulateurs transcriptionnels présents (par exemple, les facteurs de transcription) et 2- l'état de compaction de l'ADN, qui va déterminer la capacité des régulateurs transcriptionnels à moduler l'expression des gènes. En résumé, la question posée en épigénétique consiste à comprendre comment, à partir d'un même génome, peuvent se mettre en place et se propager au cours de divisions cellulaires des états transcriptionnels (exprimé versus non exprimé) distincts.

### Transcription de l'ADN en ARN

Pour créer des structures biologiques à partir des gènes, l'ADN est d'abord recopié, transcrit en ARN.

La transcription est la copie du code génétique de l'ADN en ARN. La double hélice de l'ADN est ouverte et une chaîne d'ARN complémentaire de l'ADN matrice est formée par le complexe de l'ARN polymérase II. Dans le cas des gènes dits « codants » (c'est-à-dire qui codent des protéines), cet ARN messager sert de matrice à la synthèse de protéines lors de l'étape de traduction. De nombreux gènes codent des protéines régulatrices appelées facteurs de transcription, dont la fonction est de moduler l'expression d'autres gènes.

### Boucles d'autorégulation

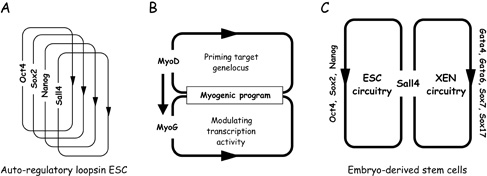
Schéma illustrant des exemples de boucles d'autorégulation dans le maintien de l'identité cellulaire.

Certains facteurs de transcription comme HNF4 et MyoD sont susceptibles d'activer leur propre expression, engendrant ainsi une boucle dite d'autorégulation. Ce mécanisme par autorégulation permet la persistance temporelle de l'expression des gènes après que le stimulus déclencheur ait cessé d'opérer. Notamment, après la division cellulaire par méiose ou mitose, si le stimulus à l'origine de l'activation d'un gène est absent, les cellules filles peuvent hériter de cette activation (par exemple par la présence de ces facteurs de transcription). Une telle régulation qui opère en trans, est retrouvée chez des procaryotes (exemple du phage Lambda) comme chez les eucaryotes. Chez les eucaryotes multicellulaires, ce mécanisme « trans-épigénétique » par autorégulation concerne de nombreux facteurs de transcription impliqués dans la spécification de l'identité cellulaire, et est à ce titre un mécanisme épigénétique majeur.

### Structure de la chromatine

Schéma illustrant les modifications de la chromatine soit au niveau de l'ADN (méthylation) soit au niveau des histones.

La chromatine des eucaryotes, association entre l'ADN et les protéines histones, autour desquelles l'ADN s'enroule en bobine, constitue une couche régulatrice supplémentaire au contrôle de l'expression des gènes. Celle-ci peut être soit décondensée ou « ouverte » (euchromatine), permettant ainsi l'accès à la machinerie transcriptionnelle et à l'expression génique, soit condensée ou « fermée » (hétérochromatine), empêchant ainsi l'expression d'un gène.
Certaines régions du génome sont constamment dans un état chromatinien fermé, on parle d'hétérochromatine constitutive. C'est ainsi le cas des centromères et des télomères.
L'état de la chromatine dépend de plusieurs facteurs qui régulent sa structure en modifiant chimiquement l'ADN ou l'état post-traductionnel des protéines d'histones ou l'action de remodeleurs de la chromatine et de protéines chaperons.
Plusieurs mécanismes de propagation épigénétique de l'information utilisant des modifications de la chromatine se sont mis en place chez les eucaryotes.

### L'état des histones
Les histones forment la « bobine » autour de laquelle vient s'enrouler l'ADN. Chaque boucle d'ADN avec autour un complexe de 8 histones forme un nucléosome. Ces protéines histones sont elles-mêmes sujettes à plusieurs modifications post-traductionnelles que l'on retrouve principalement sur leurs queues N-terminales qui dépassent de la structure du nucléosome :
- La méthylation : la présence du groupe méthyle au niveau de résidus lysines peut être associée à un état chromatinien répressif, c'est le cas par exemple des tri-méthylations sur les lysines 9 et 27 de l'Histone H3 (H3K9me3 et H3K27me3). La méthylation d'autres résidus est elle associée à un état ouvert de la chromatine telle la tri-méthylation de la lysine 4 de l'histone H3 (H3K4me3) qui est retrouvée au niveau des promoteurs de gènes exprimés ou encore la tri-méthylation de la lysine 36 de l'histone H3 (H3K36me3) qui est présente le long de la région transcrite des gènes.
- L'acétylation : l'acétylation des lysines diminue la charge (positive) des histones, diminuant ainsi l'interaction avec l'ADN chargé négativement. Cette modification entraine donc une ouverture de la chromatine, permettant ainsi la transcription.
- D'autres modifications peuvent être observées sur les histones et peuvent influer sur l'état d'ouverture de la chromatine, parmi elles la phosphorylation ou encore l'ubiquitination et la sumoylation.

Les modifications d'histones sont régulées par des enzymes spécialisées qui peuvent soit catalyser leur déposition (activité dite d'écriture) ou leur effacement (activité dite d'effacement). Les modifications post-traductionnelles des histones peuvent influencer la chromatine de différentes manières : modification de la charge des histones (comme dans le cas de l'acétylation), modification de la structure de la chromatine, ou signal permettant le recrutement de protéines régulatrices (appelées « lecteurs » de la chromatine). De plus, il existe des régulations croisées très importantes entre les différentes modifications de la chromatine. Par exemple, certaines modifications d'histones inhibent l'activité d'enzymes qui catalysent la déposition d'autres modifications.
Les modifications d'histones sont souvent abusivement qualifiées d'épigénétiques. En réalité la plupart des modifications d'histones sont directement contrôlées par la transcription et participent à la robustesse plutôt qu'à la propagation des états transcriptionnels des gènes.

### Méthylation de l'ADN
L'expression d'un gène peut également être régulée par une modification chimique de l'ADN : la méthylation ; précisément la méthylation de cytosine en 5-méthylcytosine des paires de base (ou dimères) C-G.
Cette méthylation peut inhiber l'expression génétique d'un brin d'ADN : une faible méthylation se traduit le plus souvent par une forte expression du gène, alors qu'un haut niveau de méthylation inactive le gène. Cependant, il existe des exemples où une forte méthylation n'a pas de répercussions sur le niveau d'expression.
Chez l'être humain, la méthylation de l'ADN s'effectue au niveau des résidus cytosines des îlots CpG (en), site CpG qui se trouvent essentiellement dans les régions proximales des promoteurs de 60 % des gènes. Dans les cellules normales, ces îlots sont non méthylés, une petite portion devient méthylée pendant le développement, rendant ainsi quelques gènes silencieux de manière stable.
On a longtemps pensé que la présence d'un groupe méthyle N1 sur des bases adénine de l'ADN et de l'ARN était une forme de dommage de l'ADN, mais des travaux récents (2016) indiquent que cette méthylation survient aussi dans des sites spécifiques des ARN messagers, où il affecte l'expression des protéines.

### L'empreinte parentale
Lors de la division cellulaire (mitose), un gène peut être transmis avec état de méthylation de l'ADN qui le porte, comme on peut donner un livre avec des marque-pages, mais on considère généralement que pour la reproduction (méiose et fécondation), il y a un nettoyage de tout marquage épigénétique pour permettre le développement d'un nouvel individu.

« Or, des travaux réalisés sur la souris ont récemment révélé [2013-2014] que les brins d'ADN portés par les gamètes (spermatozoïdes et ovules) ne sont pas totalement « vierges » de ces molécules de transcription ! »

La méthylation de l'ADN est l'acteur majeur de la mise en place de l'empreinte parentale, mécanisme par lequel l'expression d'un gène va dépendre de l'origine parentale. Par exemple, dans le cas d'un gène à expression maternelle, l'allèle paternel est méthylé et entièrement éteint alors que l'allèle maternel est non méthylé et entièrement exprimé. L'empreinte parentale dépend également des modifications de la chromatine. La méthylation de l'ADN est également souvent observée dans les gènes répétés et les rétrotransposons et pourrait être un mécanisme naturel pour l'inactivation des gènes inutiles et potentiellement délétères s'ils étaient exprimés. Les méthylations de l'ADN peuvent soit être héritées, soit créées ou modifiées en réponse à un facteur environnemental.

### Inactivation du chromosome X chez les mammifères femelles
L'inactivation du chromosome X, est un processus à partir duquel un des deux chromosomes X de la femelle mammifère est inactivé, ce qui permet de compenser la double dose de gènes de ce chromosome par rapport aux mâles. Le chromosome X inactif est fortement hétérochromatinisé et prend une forme compacte visible dans le noyau des cellules, connue sous le nom de corpuscule de Barr. Par conséquent une majorité des gènes du chromosome X inactif n'est plus exprimée. Le choix du chromosome X à inactiver se fait au hasard pendant le développement embryonnaire précoce. L'état inactif du chromosome X est ensuite fidèlement transmis à la descendance des cellules dans lesquelles le choix a été effectué. On est donc bien en présence d'un phénomène épigénétique puisque coexistent au sein d'une même cellule deux chromosomes dans des états différents et que ces états sont propagés au fil des divisions cellulaires.

### Méthylation globale
Il existe une interdépendance entre la méthylation de l'ADN et celle des histones : on a montré une interaction entre certaines protéines à activité de méthylation de l'ADN, et un système de méthylation des histones. Nous sommes donc en présence d'un lien direct entre les activités enzymatiques responsables de deux mécanismes épigénétiques distincts.
L'épigénétique est donc un système régulateur fondamental, au-delà de l'information contenue dans la séquence d'ADN. Le gène défini par Mendel doit maintenant être considéré avec la chromatine qui l'entoure puisqu'elle joue un rôle primordial dans la régulation transcriptionnelle et que, de plus, elle est héréditaire tout comme les gènes mendéliens.

### Système de transmission structurelle
La transmission structurelle est un mécanisme encore mystérieux. Il implique la transmission entre cellules (voire entre cellules de générations différentes) de structures particulières (par exemple de protéines). Ces structures modifiées semblent jouer le rôle de « patron » pour l'organisation structurelle de la génération suivante. Ce mécanisme de transmission a été mis en évidence dans les organismes unicellulaires ciliés comme la tetrahymena ou la paramécie. En effet, pour des cellules semblables au niveau génétique, on peut observer des différences dans l'organisation des cils de surface. Cette organisation est transmissible à la génération suivante. On soupçonne une telle transmission d'être également possible pour les organismes multicellulaires.

## Implication et application

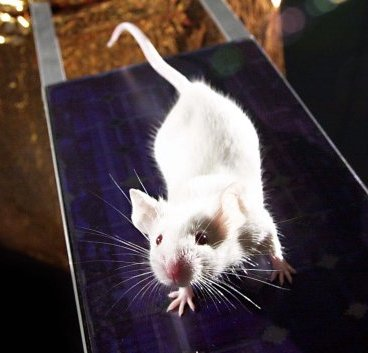
Un stress vécu dans la petite enfance d'une souris pourrait laisser une empreinte sur la descendance pendant au moins deux générations, des modifications de comportement, des modifications de consommation du sucre et l'augmentation de la production de certaines molécules dans leur hippocampe, et qui plus est, même si le petit ne connait aucun contact avec les parents, conçu par fécondation in vitro à partir des spermatozoïdes de la souris stressée,.

### Pathologie
L'épigénétique aurait un rôle dans des maladies complexes, mais étant un sujet d'étude récent, voire en plein boom, les études émettent majoritairement des conjectures sur des facteurs influant plus que des certitudes scientifiques sur d'éventuels rapports de cause à effet.

#### Causes et transmission héréditaire
« Trois voies de transmission sont possibles : la transmission héréditaire par les cellules germinales, ovocyte et spermatozoïdes, l'imprégnation in utero et la transmission par les interactions sociales. »

Il est question de caractéristiques de santé héritées d'un vécu des parents, par exemple l'influence du stress sur la taille des nouveau-nés ou de la faim pendant la gestation, sur la santé de la descendance (par exemple lors de la famine aux Pays-Bas en 1947). En 2002, deux études ont été publiées concernant les effets sur la descendance humaine de la nutrition. L'une sur l'effet des privations alimentaires entre 1890 et 1920 sur la descendance. L'autre sur une population dont étaient référencés tous les individus, ainsi que leur alimentation en fonction des récoltes, et qui a montré qu'une grand-mère ayant vécu une famine transmet cette information à sa descendance qui peut développer des maladies alors qu'elle n'a jamais connu de famine. En 2010, Frances Champagne met en corrélation la malnutrition, le stress et l'exposition aux produits toxiques de la mère avec l'état de santé des enfants, voire des petits enfants. De même, des études ont montré que les enfants de femmes enceintes durant les événements du 11 septembre 2001 possédaient un taux de cortisol plus élevé. On peut lire dans la même veine que « la mémoire traumatique de l’Holocauste se transmettrait génétiquement » avec la précision « Il s’agit de la première démonstration de transmission d’un traumatisme parental à son enfant, associé à des changements épigénétiques ».
Ces phénomènes impliqueraient que certaines maladies ne sont pas dues à une variation de la séquence d’ADN mais peut-être à des « épimutations ». Par exemple, une anomalie épigénétique serait impliquée dans plus de la moitié des cas de syndrome de Silver-Russel.

### Comportement et psychisme
Depuis 2010, des études lient des états mentaux et comportementaux à l'épigénétique, par différentes voies :
- l'épigénétique a un impact sur les neurones, via une stabilisation de leurs connexions synaptiques, ce qui aurait un rôle sur la mémoire à long terme[41] ;
- un stress infantile produit une sensibilité au stress à l'âge adulte, éventuellement transmissible à plusieurs générations suivantes, par son effet sur la méthylation de l'ADN des récepteurs au glucocorticoïde[42] (par exemple, traumatiser un souriceau mâle en le séparant régulièrement et imprévisiblement d’avec sa mère, et en stressant la mère modifiera le comportement de sa descendance sur quatre générations). La dépression adulte, à la suite d'une maltraitance quotidienne de 30 minutes chez la souris, est associée à un marquage épigénétique d'un facteur neurotrophique dérivé du cerveau[69]. De même chez l'adolescent ou l'adulte humain, des expériences, des événements, un stress physique, sexuel, de deuil ou d'abandon, ou d'autres facteurs environnementaux génèrent la production d'étiquettes épigénétiques qui peuvent rester actives durant toute la vie de l’individu. Cet effet du traumatisme se transmet d'une génération à l'autre via des modifications épigénétiques des cellules qui forment les spermatozoïdes et/ou les ovocytes. Les spermatozoïdes transmettent ce changement du programme génétique à la descendance et il est possible que les ovules fassent de même (phénomène moins étudié à ce jour) ;
- la mémorisation modifie elle-même l'expression de nos gènes[70] (par exemple le gène qui produit le BDNF (brain-derived neurotrophic factor), protéine impliquée dans la mémorisation spatiale et d'objets). La mémorisation implique le passage d'un signal électrique qui traverse des cellules neuronales en les transformant, ce qui peut conduire à une modification de la structure et forme du neurone, qui formera par exemple de nouvelles connexions. Ce processus implique l'action de plusieurs familles de protéines (enzymes, récepteurs, neurotransmetteurs…) synthétisées par le neurone dans son cytoplasme, autour du noyau, codées par de l'ARN messager à partir de l’information génétique contenue dans l'ADN cellulaire. On sait qu'un même gène peut produire des protéines différentes en s'exprimant différemment, grâce notamment à des étiquettes épigénétiques se fixant sur ou autour de l'ADN[70] ;
- les enfants de personnes ayant vécu des épreuves douloureuses sont plus vulnérables à divers troubles psychologiques, même quand ils n'étaient pas nés (ni même conçus) lors de ces événements. Cette vulnérabilité n'est pas due qu'au fait d'avoir été élevés par des parents traumatisés, ces enfants sont marqués épigénétiquement, l'expression de gènes impliqués dans la régulation du stress étant modifiée durablement[71].

À partir des années 2010, des auteurs pensent qu'on pourrait bientôt « identifier des mécanismes épigénétiques impliqués dans le développement des maladies psychiatriques », proposer des modifications épigénétiques contrecarrant celles induites par un stress passé (qui semblent pouvoir être réversibles), et/ou trouver de « nouvelles cibles thérapeutiques ». Mais, en 2012, d'autres auteurs rappellent que le statut de vérité scientifique du rôle de l'épigénétique dans les troubles mentaux est encore loin d'être atteint et donc des « épimédicaments » soignant les conséquences de traumatismes (et/ou améliorant la mémoire ?). Selon Isabelle Mansuy, étant donné la complexité des altérations épigénétiques induites par le stress, un médicament unique semble illusoire.
D'autres auteurs font le lien entre pauvreté ou guerres et santé mentale, par différents vecteurs, avant de conclure : « Par conséquent, la priorité devrait être donnée aux politiques et programmes qui réduisent le stress parental, augmentent le bien-être émotionnel des parents et leur assurent des ressources matérielles suffisantes. »

### Cancer
« Des changements épigénétiques et des mutations génétiques sont présentes dans tous les types de cancers, mais leurs interactions sont si complexes qu’il est difficile de connaître les événements initiaux. »

Le cancer est une prolifération de cellules toutes issues d'un même clone qui a acquis certaines caractéristiques lui permettant une résistance accrue et une capacité à se diviser indéfiniment. On peut donc l'envisager sous l'angle d'une maladie de l'expression des gènes. En effet, les mutations spontanées des gènes sont plutôt rares, les cellules humaines en culture présentent un taux de mutations spontanées de 2 × 10−7 mutations par gène par division cellulaire et l'on considère ainsi que d'autres mécanismes sont en cause pour expliquer l'apparition des cancers.
Plusieurs types de cancers sont associés à une réduction globale du taux de méthyl-cytosines dans le génome par rapport au tissu normal, alors qu'à l'inverse on observe parfois que certains gènes suppresseurs de tumeurs sont rendus silencieux par méthylation de novo de leur promoteur.
Des tumeurs peuvent maintenir stablement une mutation sur un allèle de gène alors que l'autre est hyperméthylé, et ainsi inactivé.
De plus, les gènes suppresseurs de tumeurs résident souvent au sein de régions caractérisées par des délétions fréquentes, aboutissant à une perte d’hétérozygotie (LOH).
Enfin, dans certaines de ces régions sont observés des événements épigénétiques sans altérations génétiques. Ces altérations épigénétiques (ex : méthylation de l'ADN et modifications des histones), semblent initier des processus qui résultent en une perte ou une activation de la transcription des gènes. Même une mutation peut être initialement due à un mécanisme épigénétique puisque, par exemple, une 5-méthyl-cytosine peut se désaminer (perte de la fonction amine) spontanément en thymine (autre base de l'ADN). Dans ce cas, la cause primaire est un phénomène épigénétique. On espère donc un jour pouvoir traiter certains cancers par des médicaments ciblant les modifications épigénétiques (moins fixes que les modifications génétiques, et parfois réversibles).

« Un essai a permis tout récemment d’observer l’effet positif d’un médicament qui supprime les modifications épigénétiques chez des personnes atteintes de cancers induits par des virus (cancers du col de l’utérus et certains cancers ORL dont ceux du nasopharynx). Les premiers résultats sont très encourageants. »

### Prions
Les maladies infectieuses ne sont pas habituellement décrites comme des régulateurs épigénétiques, mais l'infection et la transmission verticale de virus fonctionnent de manière identique. De plus, certains prions ont montré des effets bénéfiques et, comme ils décrivent la nature adaptative des protéines, ils ont été décrits comme des mécanismes de transmission épigénétique.

### Agents pathogènes
Certaines bactéries pathogènes sont capables d'induire des changements épigénétiques dans les cellules qu'elles infectent. Par exemple Listeria monocytogenes provoque des modifications d'histones par le biais de nucléomodulines tandis que l'infection par Helicobacter pylori entraîne une hyperméthylation du génome des cellules concernées. Cette stratégie vise généralement à empêcher l'activation de gènes de la réponse immunitaire.

### Adaptation des plantes au stress hydrique
Du fait du réchauffement climatique, il devient essentiel de rechercher des variétés moins exigeantes en eau. Des études permettent de mieux comprendre l'adaptation des plantes au stress hydrique et en particulier aux régulations épigénétiques.

### Thérapeutique

La thérapie épigénique consiste à modifier la chaîne d'ADN. Lors de la réplication le brin d'ADN est ouvert en deux et les sections manquantes reconstituées. Il est alors possible d'introduire des bases empêchant sa méthylation pour réactiver un gène.

« Les variations épigénétiques sont finalement assez plastiques. Elles peuvent être effacées par des traitements chimiques, ce qui ouvre d'immenses perspectives thérapeutiques. Cet espoir s'est déjà concrétisé par le développement de premières « épidrogues » pour traiter certains cancers. »

#### Thérapies épigénétiques
La thérapie épigénétique (en) (appelée aussi épithérapie) agit sur l'expression des gènes, quand la thérapie génique consiste à changer les gènes.
La thérapie épigénétique peut consister néanmoins à agir directement sur l'ADN, sur la nature de ses constituants. C'est le cas d'une thérapie qui consiste à réactiver un gène silencieux en empêchant la méthylation de l'ADN en remplaçant un nucléotide normal (ici la cytosine), par un nucléotide qui ne peut être méthylé. Les analogues nucléosides ne pouvant être méthylés comme la 5-azacytidine sont incorporés lors de la réplication de l'ADN, ce qui semble montrer une efficacité dans le traitement de cancer du poumon, et des essais cliniques sont en cours pour traiter les syndromes myélodysplasiques et certaines leucémies, sièges d'une hyperméthylation génique.
Pour les cancers, les espoirs portent sur l'azacitidine, la décitabine, le panobinostat, la romidepsine, le belinostatle et le vorinostat.

#### Thérapies indirectement épigénétiques
Une intervention indirecte sur l'épigénome consiste à moduler la disponibilité des groupements méthyles. Pour ce faire, il est possible :
- de faire varier les concentrations de cofacteurs transportant les groupes méthyles (plus couramment la cobalamine — vitamine B12 — et l'acide folique[84],[85], mais aussi la choline et la triméthylglycine, une bétaïne) ;
- d'intervenir sur les xénobiotiques et les autres facteurs reconnus pour avoir un impact sur la méthylation (ces traitements sont le plus souvent préventifs) ;
- de contrer le stress oxydatif, reconnu pour son impact négatif sur l'épigénome ;
- de réduire les concentrations d'homocystéine ;
- de moduler la disponibilité des groupes méthyles en intervenant sur leur incorporation dans les accepteurs de groupes méthyles autres que l'ADN, notamment les phospholipides des membranes cellulaires[86],[87].

Il a été proposé que la vitamine B12, l'acide folique, l'ADH, ainsi que le stress oxydatif ont un rôle à jouer, via des modifications épigénétiques, dans les altérations de la neurogenèse observées chez les enfants prématurés.

#### Médicaments et drogues ayant des effets épigénétiques non thérapeutiques
Certains médicaments et certaines drogues pourraient avoir des effets épigénétiques indésirés. Selon des hypotèses de 2009 et 2013, ces effets seraient fréquents. Par exemple, selon des modélisations informatiques, 5 % des médicaments connus pourraient agir avec l'histone désacétylase, qui n'est qu'un facteur de régulation épigénétique parmi d'autres. Parmi les médicaments et drogues ayant des effets épigénétiques indésirables, on peut mentionner certains des plus connus : le célécoxib, un anti-inflammatoire non stéroïdien, les antidépresseurs de classe ISRS (le citalopram, la fluoxétine) et tricyclique (l'imipramine), la tamoxifène, un régulateur des récepteurs de l'œstrogène utilisé dans le traitement du cancer du sein, l'acide valproïque, un médicament indiqué dans de nombreuses pathologies neurologiques, et, parmi les drogues, la cocaïne et les opiacés. La liste est encore incomplète. Voir aussi : Effet épigénétique des antidépresseurs.
Une étude suggère que les effets secondaires épigénétiques des médicaments peuvent être impliqués dans l'étiologie des maladies cardiaques, le cancer, les troubles neurologiques et cognitifs, l'obésité, le diabète, l'infertilité, et la dysfonction sexuelle. Les effets secondaires épigénétiques causés par un médicament, peuvent persister une fois le traitement arrêté selon certains auteurs, tandis pour d'autres, l'intérêt des thérapies épigénétiques repose au contraire sur la réversibilité de ces effets.

### Le terme d'épigénétique en psychologie
Le psychologue Erik Erikson développa une Théorie épigénétique du développement humain traitant des crises psycho-sociales vécues par l'individu, servant ainsi à décrire différentes étapes développementales entrecoupées par ces crises. Selon lui, même si ces crises ont le plus souvent une origine génétique, la manière dont elles se vivent ne peut être expliquée par la génétique et donc, en écho à la théorie en biologie, sont qualifiées d'épigénétiques.